# Synagoge Pinneberg
Die Synagoge am Clara-Bartram-Weg 14 in Pinneberg, einer Stadt in Schleswig-Holstein, besteht seit 2010. 

## Geschichte
Am 6. Dezember 2002 gründeten 17 Mitglieder die liberale jüdische Gemeinde Pinneberg. Für den 2005 eingerichteten eigenen Friedhof stellte die Stadt Pinneberg die Fläche zur Verfügung. Im Jahr 2009 kaufte die Gemeinde beim Institut Machon Ot in Jerusalem für 12.000 Euro eine Tora. 2010 mietete die inzwischen auf mehr als 200 Mitglieder angewachsene Gemeinde ein Haus am Carla-Bartram-Weg an, was das Deutsche Rote Kreuz 1969 hatte bauen lassen. Von 1996 bis 2006 war eine Altentagesstätte in den Räumlichkeiten untergebracht; anschließend stand das Haus vier Jahre lang leer. Inzwischen gehört es der Stiftung „Wir helfen uns selbst“, deren Ziel es ist, preiswerten Wohnraum für Senioren und kinderreiche Familien ab drei Kindern in Pinneberg zu schaffen. Nach der Anmietung begann die Gemeinde mit dem Umbau. Zu den veranschlagten Kosten in Höhe von 150.000 Euro steuerte der Zentralrat der Juden 30.000 Euro bei. Das Land Schleswig-Holstein unterstützte die Gemeinde mit nahezu 100.000 Euro. Weitere Mittel sollten über die Umweltlotterie Bingo! eingeworben werden. Die Jüdische Gemeinde und ihr Zentrum waren mehrfach Ziel von Anschlägen. So beschädigten Unbekannte 2013 in der Nacht des 75. Jahrestages der Reichspogromnacht von 1938 den Eingangsbereich des Gemeindezentrums. 2017 investierte die Gemeinde 50.000 Euro in ein neues Sicherheitskonzept. Im gleichen Jahr geriet das Gemeindezentrum in die Schlagzeilen, weil es einem von Abschiebung bedrohten jungen Afghanen Synagogenasyl gewährte. Im November 2022 wurde bekannt, dass das Gebäude abgerissen und durch einen Neubau ersetzt werden soll.